# Клен (Житомирський район)
Клен — село в Україні, у Потіївській територіальній громаді Житомирського району Житомирської області. Населення становить 32 особи (2001).

## Історія
6 серпня 2015 року включене до складу новоутвореної Потіївської територіальної громади Радомишльського району Житомирської області. Від 19 липня 2020 року, разом з громадою, в складі новоствореного Житомирського району Житомирської області.